# Henni Nachtsheim

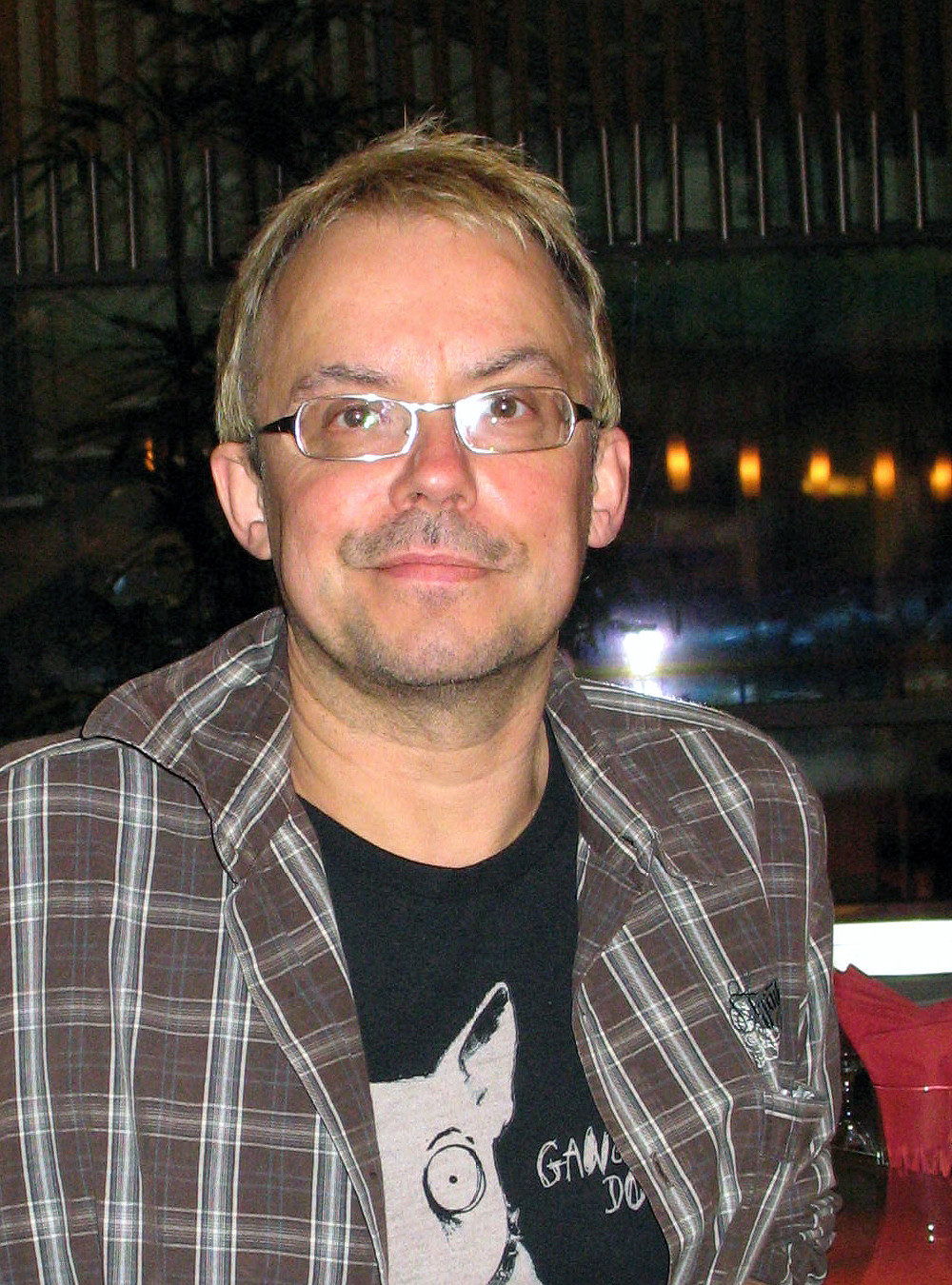
Henni Nachtsheim bei der Berliner Pressevorstellung von Lissi und der wilde Kaiser, 2007

Hendrik „Henni“ Nachtsheim (* 15. März 1957 in Wuppertal) ist ein deutscher Musiker, Comedian, Schriftsteller und Schauspieler.

## Leben
Nachtsheim ist der Sohn eines Sportjournalisten und einer Hausfrau. Wenige Wochen nach seiner Geburt zogen seine Eltern nach Hessen. Er wuchs mit seinem älteren Bruder in Neu-Isenburg auf und machte 1978 sein Abitur an der Max-Beckmann-Schule in Frankfurt-Bockenheim.
Er war zweimal verheiratet und hat zwei Töchter und einen Sohn. Sein Sohn Max (* 1984) ist unter dem Namen Rockstah unter anderem als Rapper und Podcaster bekannt.

## Karriere
Von 1978 bis 1990 war Nachtsheim Sänger und Saxophonist der deutschen Rockband Rodgau Monotones. Unter anderem war er in früheren Jahren Mitglied der Bands „Kotzbrocken“, „Mohrnkopp“ und „Hartz Reinhard Revival Band“. Nebenbei veröffentlichte er auch Kinderbücher (Leo Leichtsinn) und Bücher über Musik. Mitte der 1980er Jahre gründete er mit Gerd Knebel das Comedy-Duo Badesalz. Er gehört unter anderem zum festen Stamm des wechselnden Rateteams der Sendung strassenstars im HR-Fernsehen.
1986 trat er unentgeltlich beim Anti-WAAhnsinns-Festival gegen die geplante Wiederaufarbeitungsanlage Wackersdorf auf die Bühne.
2006 erschien Nachtsheims erstes Soloalbum Es wird Zeiten geben!, 2009 sein zweites … dann tanzt die Omma mit George Clooney!. Von Nachtsheim stammt die Vereinshymne des Eishockey-Klubs Frankfurt Lions, Kühler Kopf und hessisches Herz.
Nachtsheim ist bekennender Fan von Eintracht Frankfurt. In vielen Live-Programmen und Studio-Alben von Badesalz findet sich je ein Eintracht-Sketch. Seit der Saison 2005/2006 erscheint in der Gießener Allgemeinen Zeitung regelmäßig zu den Spielen der Eintracht Nachtsheims Kolumne „SGExtra“. Mittlerweile ist ein Teil davon in Buchform erschienen. Ferner schreibt Nachtsheim seit August 2007 vor jedem Heimspiel der Eintracht eine Kolumne im Magazin „Arena“, das der Frankfurter Neuen Presse und dem Lokalteil der FAZ beiliegt. Anfang 2008 trat er in einem Werbespot für das Eintracht-Frankfurt-Museum auf. Im September 2010 drehte Nachtsheim für die Stadt Frankfurt zwei Werbespots für die Fußball-Weltmeisterschaft der Frauen 2011 in Deutschland. Von Juli 2014 bis Mai 2016 schrieb er zudem für das Online-Magazin „SGE4EVER.de“. Seit Dezember 2019 moderiert er die Sendung „Eintracht Heroes“, welche von Eintracht Frankfurt produziert wird und auf deren offiziellem YouTube-Kanal veröffentlicht wird.

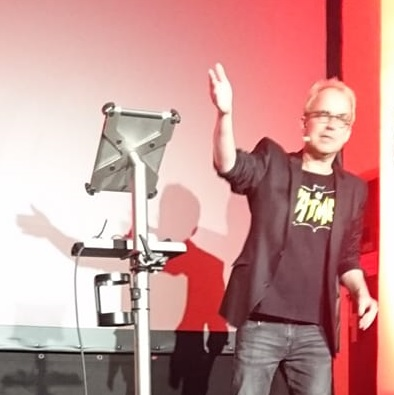
Henni Nachtsheim bei einem Auftritt 2018 im KuZ Eichberg mit seinem Programm „Gisela“

In seinem Buch Dollbohrer! von 2013 griff er Motive aus Werken der Weltliteratur auf und schrieb sie auf Handlungsorte und -stränge in Hessen um. Nach der Rahmenhandlung gehen diese Erkenntnisse auf im Odenwald bei Bauarbeiten gefundene Manuskripte zurück.

## Filmografie
- 1990: Das Super Dong Dong (Live Comedy) in diversen Rollen (Regie: Gerd Knebel und Henni Nachtsheim)
- 1990: Och Joh (TV Comedy Serie) in diversen Rollen (Regie: Roland Willaert)
- 1996: Abbuzze! Der Badesalz-Film (Kinofilm) in diversen Rollen (Regie: Roland Willaert)
- 1998: Badesalz Comedy-Stories (TV Comedy Serie) in diversen Rollen (Regie: Roland Willaert)
- 2001: Das Sams (Comedy) als 2. Polizist (Regie: Ben Verbong)
- 2007: Badesalz (Ein Euro Comedy) (TV Comedy Serie) in diversen Rollen (Regie: Roland Willaert)
- 2007: Lissi und der wilde Kaiser (Trickfilm) als Echo des Teufels (Regie: Michael Herbig)
- 2007: Video Kings als Schutzengel von Flo
- 2013: Schlussmacher (Gastauftritt)

## Bühnenprogramme des Badesalz Comedy-Theaters

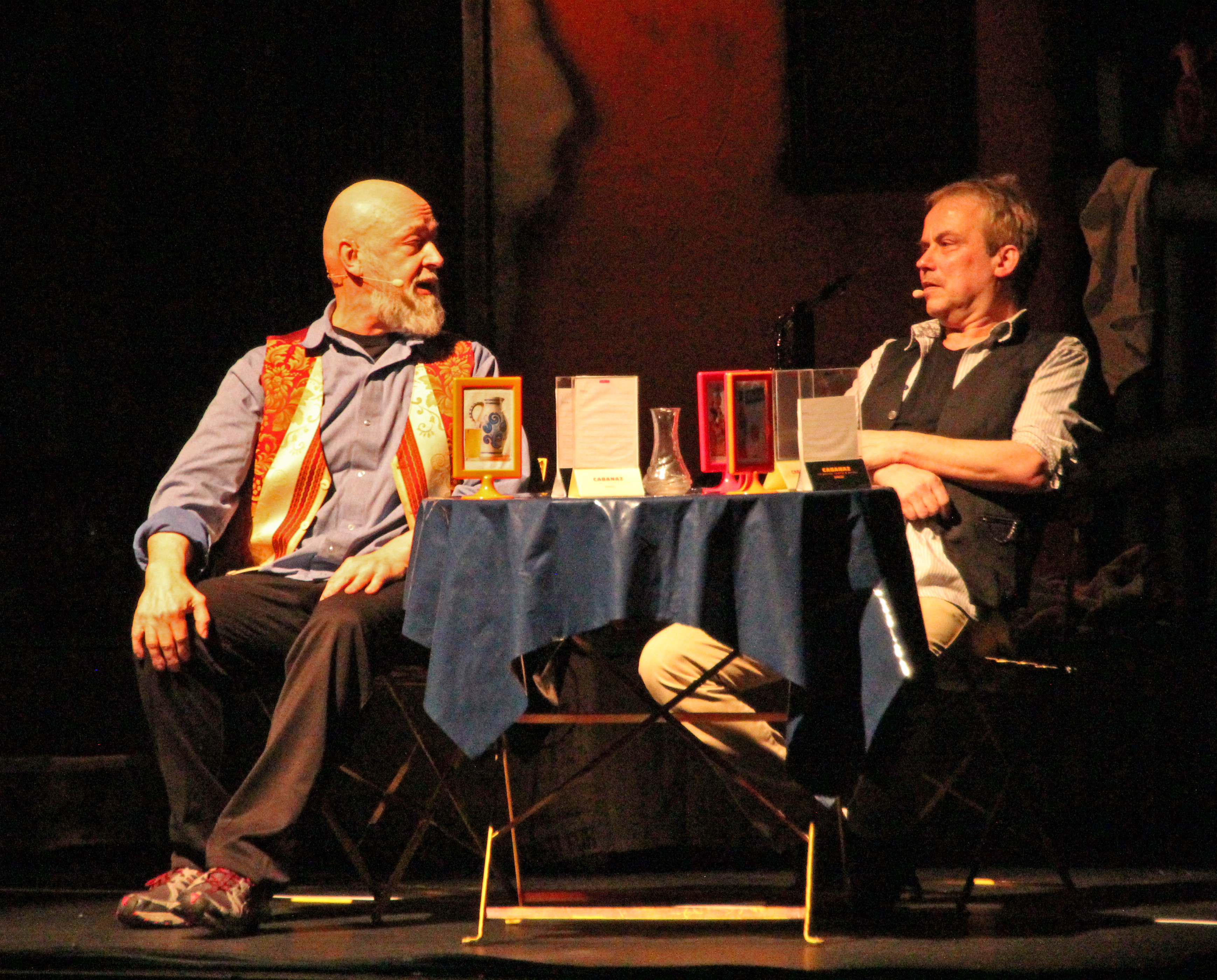
Die „Badesalz“-Show „Dö Chefs“

- 1985: Das Super Dong Dong
- 1992: Der König und Frau Batz
- 1994: uffgeplugged
- 1996: the making of
- 1997: voll de Honig
- 2000: kubba
- 2002: Hammersbald
- 2004: Das Baby mit dem Goldzahn
- 2007: Dugi Otok
- 2010: Bindannda!
- 2014: Dö Chefs
- 2019: Kaksi Dudes

## Diskografie
- 1986: Tschernobyl (Das letzte Signal) (als Teil von Wolf Maahn & Unterstützung)
- 1990: Och Joh  (Badesalz)
- 1991: Nicht ohne meinen Pappa  (Badesalz)
- 1993: Diwodaso  (Badesalz)
- 1994: Alles Gute von Badesalz – BEST OF  (Badesalz)
- 1995: Zarte Metzger  (Badesalz)
- 1997: Wie Mutter und Tochter  (Badesalz)
- 1999: Voodoobabbbel  (Badesalz)
- 2000: Dabrauchemergarnetdrübberredde – BEST OF  (Badesalz)
- 2002: Du packst es, Jutta!  (Badesalz)
- 2002: The Hotz (mit Gerd Knebel)
- 2004: Das Baby mit dem Goldzahn  (Badesalz)
- 2006: Es wird Zeiten geben  (Album als Soloprojekt)
- 2009: … dann tanzt die Omma mit George Clooney!  (Album als Soloprojekt)
- 2018: Mailbox-Terror (Badesalz)

## Bücher
- Das Über-Leben im Rockbusiness. Von Amateur bis Zugabe. Fischer Taschenbuch Verlag (Fischer BOOT)
- Leo Leo Leichtsinn. bioverlag gesundleben, 1981
- Leo Leo Leichtsinn II. Ein prima Entenvater und andere Geschichten. bioverlag gesundleben, 1982
- Badesalz. Vaz daz den? Text und Bilder (zusammen mit Gerd Knebel). W. Möller Verlag, 1993
- Den Schal enger schnallen und in die Ohren spucken: Die Eintracht-Kolumnen von Henni Nachtsheim. Societäts-Verlag, 2008
- Mein Eintracht-Tagebuch – Gras wächst auch nicht schneller, wenn man dran zieht … Societäts-Verlag, 2011
- Dollbohrer! Albrecht Knaus Verlag, 2013
- Babbelspaß mit Badesalz: Comedy für die Wanne (zusammen mit Gerd Knebel). Edition Wannenbuch, 2015
- Adlerträger: Lilli Pfaff und die Geschichte von Eintracht Frankfurt (zusammen mit Michael Apitz), 4. Aufl., Mentoren-Media-Verlag, Ingelheim, 2022